# بلدية سالاسبيلز
بلدية سالاسبيلز هي بلدية في لاتفيا، بلغ عدد سكانها 22٬291  نسمة، في 2017، عاصمتها سالاسبليس.

## الموقع
تشترك في الحدود مع:
- ريغا
- بلدية إكشجيله
- بلدية روباجي
- بلدية ستوبيني
- بلدية كيكافا.

## التقسيمات الإدارية
- سالاسبليس
- Salaspils Parish [الإنجليزية]‏.